# Saint-Agnan-sur-Sarthe
Saint-Agnan-sur-Sarthe è un comune francese di 123 abitanti situato nel dipartimento dell'Orne nella regione della Normandia.

## Società

### Evoluzione demografica
Abitanti censiti